# Phiên vương quốc
Phiên vương quốc (Hán-Việt: 藩王國, tiếng Anh: Princely state), gọi tắt phiên quốc, hoặc thổ bang, là một quốc gia chư hầu nằm dưới quyền cai trị của các hoàng tộc bản địa Ấn Độ, tương đương với Vương tước và Công tước ở châu Âu thời Trung cổ. Các phiên quốc trên Tiểu lục địa Ấn Độ đều trao quyền bảo hộ cho Đế quốc Anh. Mặc dù lịch sử của các phiên quốc xuất hiện khá sớm tại Ấn Độ, từ thế kỷ II trước công nguyên, nhưng dưới thời thuộc Anh, thuật ngữ Phiên vương quốc được sử dụng để chỉ cụ thể đến một Công quốc bán độc lập trên tiểu lục địa Ấn Độ trong thời kỳ Raj thuộc Anh, không được người Anh trực tiếp cai trị, những lãnh thổ này được cai trị thế tục bởi một hoàng tộc địa phương, tuân theo một hình thức cai trị gián tiếp đối với một số vấn đề. Chính phủ Ấn Độ thuộc Anh có quyền tối cao trong việc can thiệp vào công việc nội bộ của các phiên quốc, và ban hành các sắc lệnh áp dụng cho toàn tiểu lục địa Ấn Độ khi xét thấy cần thiết.
Vào thời điểm người Anh rút quân, trên tiểu lục địa Ấn Độ có 565 phiên quốc, ngoài ra còn có hàng nghìn điền trang của các zamindari (chủ sở hữu đất) và jagir. Năm 1947, các phiên quốc bao phủ 40% diện tích và 23% dân số trước khi Ấn Độ độc lập. Những phiên quốc quan trọng nhất sẽ có các Khu dân cư và đồn binh lớn của Anh, như: Nhà nước Hyderabad của các Nizam; Vương quốc Mysore và Travancore ở miền Nam, tiếp theo là Jammu & Kashmir, và Vương quốc Sikkim ở Himalaya; Nhà nước Indore ở miền Trung Ấn Độ. Khoảng 1/4 các phiên quốc được hưởng tư cách "salute state", người cai trị của phiên quốc được hưởng vinh dự chào mừng bằng súng đại bác trong các dịp nghi lễ.
Địa vị, quy mô và sự giàu có giữa các phiên quốc rất khác nhau; các phiên quốc hưởng quy chế chào mừng bằng 21 phát súng như Nhà nước Hyderabad và Jammu & Kashmir có diện tích lớn hơn 200.000 km2. Năm 1941, Hyderabad có dân số hơn 16 triệu người và Jammu & Kashmir có dân số hơn 4 triệu người. Trong khi đó có nhiều phiên quốc với diện tích rất khiêm tốn, như Lawa Thikana chỉ có 49 km2, với dân số chưa đến 3.000 người. Khoảng 200 phiên quốc có diện tích thậm chí nhỏ hơn 25 km2.Kỷ nguyên của các phiên vương quốc kết thúc khi người Anh trao trả độc lập cho Tiểu lục địa Ấn Độ vào năm 1947; đến năm 1950, gần như tất cả các phiên quốc đã gia nhập Ấn Độ hoặc Pakistan. Quá trình gia nhập chủ yếu diễn ra trong hoà bình, ngoại trừ các trường hợp của Jammu & Kashmir (người cai trị đã chọn độc lập, nhưng sau khi bị Pakistan xâm lược, họ đã quyết định gia nhập Ấn Độ), Nhà nước Hyderabad (người cai trị đã tuyên bố độc lập vào năm 1948, nhưng chỉ một năm sau đó Ấn Độ đã tiến quân vào và Nizam cuối cùng đã phải gia nhập Ấn Độ), Nhà nước Junagadh (người cai trị chọn gia nhập Pakistan, nhưng bị Ấn Độ sáp nhập),  Hãn quốc Kalat (người cai trị tuyên bố độc lập năm 1947, nhưng năm 1948 thì gia nhập Pakistan).
Theo các điều khoản gia nhập, những nhà cai trị của phiên vương quốc được nhận các khoản phụ cấp từ chính phủ Ấn Độ, và ban đầu vẫn được giữ lại các tước vị, đặc quyền và quyền tự chủ của họ thuộc các vấn đề nội bộ trong thời kỳ chuyển tiếp kéo dài đến năm 1956. Trong thời gian này, các phiên vương trước đây được hợp nhất thành các liên minh, và được đứng đầu bởi một cựu hoàng với chức danh "Rajpramukh" (thủ lĩnh cầm quyền), tương đương với thống đốc bang. Năm 1956, vị trí của Rajpramukh bị bãi bỏ và các liên bang giải thể, các phiên quốc cũ trở thành một phần của các bang của Ấn Độ. Các phiên quốc gia nhập Pakistan vẫn giữ nguyên trạng cho đến khi quốc gia này ban hành hiến pháp mới vào năm 1956, hầu hết các phiên quốc trở thành một phần lãnh thổ của tỉnh Tây Pakistan; một số ít trong số các phiên quốc cũ vẫn giữ được quyền tự trị của mình cho đến năm 1969, sau đó cũng được sáp nhập hoàn toàn vào Pakistan. Chính phủ Ấn Độ bãi bỏ các trợ cấp cho phiên vương vào năm 1971, chính phủ Pakistan cũng bãi bỏ vào năm 1972.

## Lịch sử
Mặc dù các Thân vương quốc và chế độ Tộc trưởng (chiefdom) đã tồn tại trên tiểu lục địa Ấn Độ ít nhất là từ Thời đại đồ sắt, nhưng lịch sử của các phiên vương quốc trên tiểu lục địa Ấn Độ có niên đại ít nhất là từ thế kỷ V đến thế kỷ thử VI sau công nguyên, trong quá trình trỗi dậy của Các Vương quốc Trung cổ của Ấn Độ sau sự sụp đổ của Đế chế Gupta. Nhiều nhóm thị tộc cai trị trong tương lai bắt đầu xuất hiện trong thời kỳ này, đặc biệt là Rajput; vào thế kỷ XIII - XIV, nhiều thị tộc Rajput đã thiết lập vững chắc các Thân vương quốc bán độc lập (semi-independent principalities) ở phía Tây Bắc, cùng với một số ở phía Đông Bắc. Sự bành trướng của Hồi giáo trong thời gian này đã đưa nhiều Thân vương quốc lệ thuộc triều cống cho các Vương quốc Hồi giáo, đặc biệt là với Đế chế Mogul. Tuy nhiên ở phía Nam, Đế chế Vijayanagara của người Hindu vẫn thống trị cho đến giữa thế kỷ XVII; trong số các thuộc quốc chư hầu của nó là Vương quốc Mysore trong tương lai.
Đế chế Mogul của người Turk-Mông Cổ được thành lập vào đầu thế kỷ XVI và đã đưa phần lớn các vương quốc và thân vương quốc Ấn Độ nằm dưới quyền cai trị của mình vào thế kỷ XVII. Bất chấp sự khác biệt về tôn giáo, các hoàng đế Mogul đã thực hiện một loạt các cuộc hôn nhân chính trị với các công chúa Rajput và các tướng lĩnh cũng như lực lượng Rajput trở thành một phần sức mạnh quân sự quan trọng của đế chế. Sự ra đời của Đạo Sikh dẫn đến sự thành lập của Đế quốc Sikh ở phía Bắc vào đầu thế kỷ XVIII, ở thời điểm đó, Đế chế Mogul đã hoàn toàn suy tàn. Những Nawab theo Hồi Giáo bắt đầu được bổ nhiệm ở vai trò thống đốc cai quản các lãnh thổ được chinh phục bởi Đế chế Mogul, về lý thuyết là một danh hiệu với nghĩa vụ nộp phần lớn doanh thu của họ cho hoàng đế. Khi các hoàng đế Mogul quá yếu, không thể thực thi quyền lực của họ, các thống đốc đã ngưng nộp thuế cho hoàng gia và truyền lại lãnh thổ mà mình cai quản cho con cháu, đây chính là tiền thân của của các phiên vương quốc với quyền thế tục mà ta biết đến dưới thời Raj thuộc Anh.
Người Marathi trong thời gian đó đã hợp nhất các lãnh thổ của mình để thành lập ra Đế chế Maratha. Qua thế kỷ XVIII, các thống đốc cũ của Đế chế Mogul đã thành lập các quốc gia độc lập của riêng mình. Ở phía Tây Bắc một số - chẳng hạn như Tonk - liên minh với nhiều nhóm khác nhau, bao gồm cả người Maratha và Đế quốc Durrani, được thành lập vào năm 1747 từ sự tập hợp lỏng lèo của các thị tộc tạo nên các lãnh thổ Mogul trước đây. Ở phía Nam, các thân vương quốc của Hyderabad và Arcot đã được thành lập hoàn chỉnh vào những năm 1760, mặc dù trên danh nghĩa chúng vẫn là chư hầu của Đế chế Mogul. 
Nhà nước lớn nhất do người Hồi giáo cai trị chính là Hyderabad, cũng là quốc gia đầu tiên ký hiệp ước với người Anh, vào năm 1798, khi nó bị kẹt giữa quyền lực của Công ty Đông Ấn Anh và Đế quốc Maratha. Các hiệp ước năm 1817 và 1818 kết thúc Chiến tranh Anh-Maratha lần thứ ba dẫn đến các lãnh thổ của Maratha còn lại trở thành phiên vương quốc, thông qua các hiệp ước với Anh, các quốc gia của người Rajput cũng đổi chủ và trở thành phiên quốc của Anh.

## Mối quan hệ của Anh với các phiên quốc
Ấn Độ dưới thời Raj thuộc Anh (Đế chế Ấn Độ) bao gồm 2 loại lãnh thổ: Ấn Độ thuộc Anh và các Phiên vương quốc. Trong Đạo luật Diễn giải 1889, Quốc hội Anh đã thông qua các định nghĩa sau: 

(4) Cụm từ "Ấn Độ thuộc Anh" sẽ có nghĩa là tất cả các lãnh thổ nằm trong quyền thống trị của hoàng đế Anh, được quản lý thông qua Toàn quyền Ấn Độ hoặc thông qua bất kỳ thống đốc hoặc viên chức nào khác trực thuộc Toàn quyền Ấn Độ.

(5) Cụm từ "Ấn Độ" có nghĩa là Ấn Độ thuộc Anh cùng với bất kỳ lãnh thổ nào của các phiên vương hoặc thủ lĩnh bản địa dưới quyền của Hoàng đế Anh được thực hiện thông qua Toàn quyền Ấn Độ, hoặc thông qua bất kỳ thống đốc hoặc quan chức cấp dưới nào khác của Toàn quyền Ấn Độ.

Nói chung thuật ngữ "Ấn Độ thuộc Anh" (British India) đã được sử dụng để chỉ các khu vực dưới sự cai trị của Công ty Đông Ấn Anh ở Ấn Độ từ năm 1774 đến năm 1858. 
Trong số các phiên quốc trên tiểu lục địa Ấn Độ thì có 175 phiên quốc lớn và quan trọng nhất nằm dưới quyền trực tiếp của Vương quốc Anh thông qua quyền của Phó vương Ấn Độ; khoảng 400 phiên quốc còn lại được quản lý thông qua các Thống đốc hoặc cấp tương đương thuộc chính quyền cấp tỉnh của Ấn Độ thuộc Anh.

## Hiện trạng và tước hiệu của phiên vương

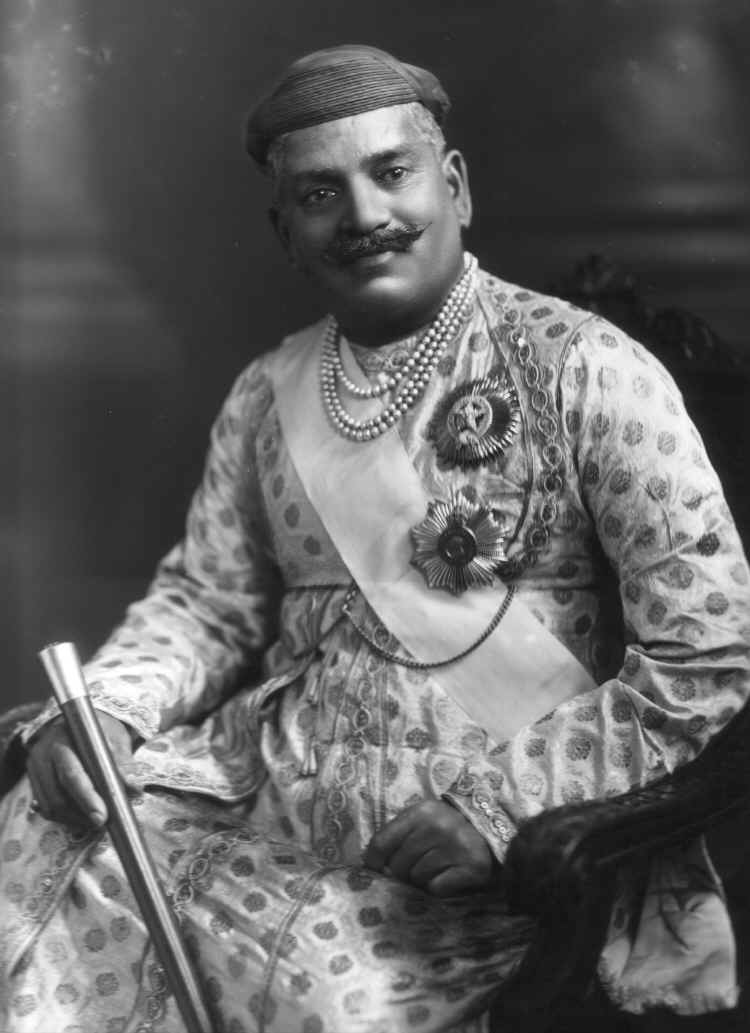
Điện hạ Sayajirao Gaekwad III Sena Khas Khel Shamsher Bahadur GCSI, GCIE, KIH (chào mừng bằng 21 phát súng) – Maratha Maharaja của Nhà nước Baroda

Các phiên vương của Ấn Độ mang nhiều tước hiệu khác nhau - bao gồm: Chhatrapati (được sử dụng riêng bởi 3 triều đại Bhonsle của người Marathi) (hoàng đế), Maharaja hoặc Raja (vua), Sultan, Nawab, Emir, Raje, Nizam, Wadiyar (chỉ được sử dụng bởi các Maharaja của Mysore, nghĩa là "lãnh chúa"), Agniraj Maharaj dành cho những người cai trị Bhaddaiyan Raj, Chogyal (Pháp vương), Nawab (thống đốc), Nayak, Wāli, Inamdar,  Saranjamdar và nhiều tước hiệu khác. Dù nghĩa đen hay ở mặt ý nghĩa nghi lễ là gì thì chính phủ Anh đều dịch đồng nhất là "prince" (thân vương, phiên vương hoặc ông hoàng), để tránh những hàm ý rằng những người cai trị phiên quốc có vị trí ngang bằng với Quân chủ Anh.
Các nhà cai trị Hindu có uy tín hơn (hầu hết tồn tại trước Đế chế Mogul) thường sử dụng tước hiệu "Raja", Raje "hoặc một biến thể như Rai, Rana, "Rao", "Rawat" hoặc Rawal. Ngoài ra trong 'nhóm' này sử dụng tước hiệu Thakur hoặc Thai ores và một vài tước hiệu cụ thể, chẳng hạn như Sardar, Mankari (hoặc Mānkari/Maankari), Deshmukh, Sar Desai, Istamuradar, Saranjamdar, Raja Inamdar, v.v.
Các nhà cai trị Hindu có uy tín nhất thường có thêm tiền tố "maha" ("vĩ đại", ví dụ như Đại công tước) trong tước hiệu của họ, như Maharaja, Maharana, Maharao, v.v. Điều này được sử dụng ở nhiều phiên quốc, đặc biệt là Mewar, Travancore và Cochin. 
Ngoài ra còn có các tước hiệu ghép, chẳng hạn như (Maha) rajadhiraj, Raj-i-rajgan, thường là có nguồn gốc từ một hệ thống tước vị thứ bậc phức tạp dưới thời của hoàng đế Mogul trước đây. Ví dụ, việc bổ sung tính từ Bahadur đã nâng địa vị của chủ sở hữu tước vị lên một bậc. 
Hơn nữa, hầu hết các triều đại đều sử dụng nhiều tước hiệu bổ sung, chẳng hạn như Varma ở Nam Ấn Độ, điều này gần giống như tước hiệu Singh ở Bắc Ấn Độ. 
Các phiên vương Jat Sikh tập trung tại Punjab thường nhận các tước hiệu kiểu Hindu khi đạt được cấp bậc cao quý; ở cấp độ thấp hơn thì tước vị Sardar đã được sử dụng. 
Các phiên vương Hồi giáo hầu như sử dụng tước hiệu Nawab (kính ngữ trong tiếng Ả Rập, được sử dụng cho các thống đốc dưới thời Đế quốc Mogul, những người đã cai trị lãnh thổ trên thức tế sau khi đế chế này suy yếu), với các ngoại lệ nổi bật là Nizam của Hyderabad & Berar, Wāli/Khan của Kalat và Wāli của Swat. Các tước hiệu ít phổ biến hơn được sử dụng gồm có: Darbar Sahib, Dewan, Jam, Mehtar (chỉ dành cho Chitral) và Mir (của Emir).

## Quyền ưu tiên và Uy tín

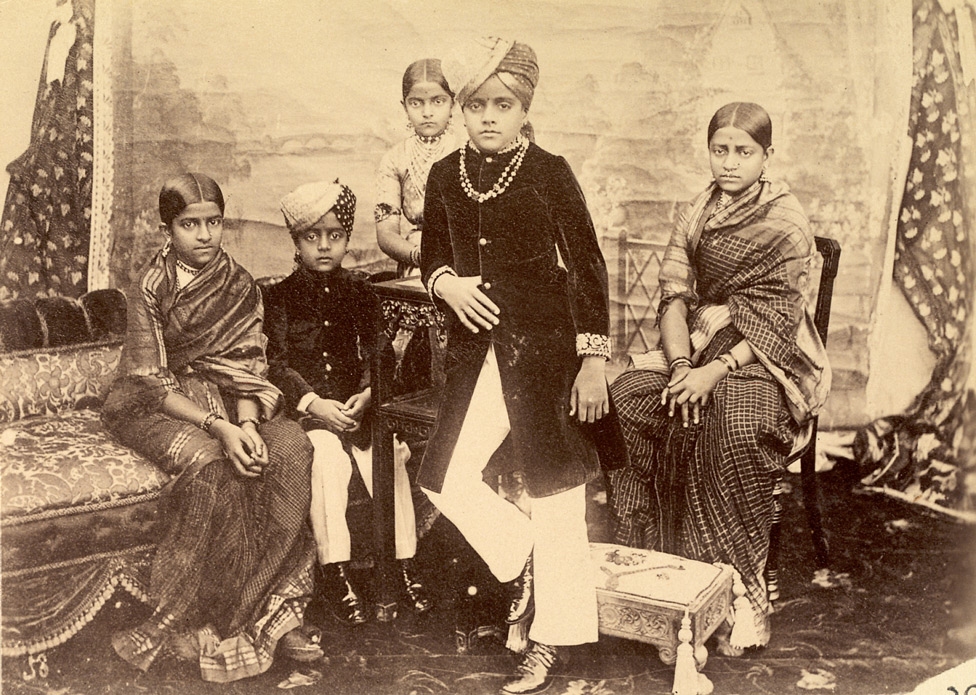
Bức ảnh chụp năm 1895 gồm Krishna Raja Wadiyar IV 11 tuổi, người cai trị Vương quốc Mysore ở Nam Ấn Độ, cùng với các anh chị em của mình. Năm 1799, ông nội của ông lúc đó mới 5 tuổi, được người Anh trao quyền cai trị Mysore và bị buộc phải tham gia vào một liên minh. Người Anh sau đó trực tiếp quản lý lãnh thổ này từ năm 1831 đến năm 1881.

Tầm quan trọng thực tế của một phiên quốc không được thể hiện qua tước hiệu của người cai trị, vốn được ban tặng như một sự ưu ái, thường là để công nhận lòng trung thành và sự đóng góp nguồn thuế cho Đế chế Mogul. Trên thực tế, các tước hiệu còn được ban tặng cho những chủ đất (chủ yếu là các jagir) và thậm chí là cho cả các taluqdar (chủ sở hữu một lượng lớn đất đai, cha tuyền con nối và chịu trách nhiệm thu thuế) và zamindar (nắm giữ các vùng đất rộng lớn được cha truyền con nối, họ cũng kiểm soát nông dân trên các lãnh thổ này và kiêm luôn việc thu thuế thay cho triều đình hoặc cho các mục đích quân sự). Hầu hết các zamindar nắm giữ các tước hiệu quý tộc từ trước khi các phiên quốc hình thành, và một số phiên quốc cũng bị Công ty Đông Ấn Anh hạ cấp thành zamindar. Tất cả các tước hiệu nhìn chung không có thước đo rõ ràng dưới thời Ấn Độ thuộc Anh. 
Ngoài các tước hiệu của mình, tất cả các phiên vương đều đủ điều kiện để được trao các tước Hiệp sĩ của Vương quốc Anh. Những phiên vương nhận được tước "Knight Grand Commander of the Order of the Star of India" đều nhận vinh dự được chào mừng 21 hoặc 19 phát súng khi họ xuất hiện trong các nghi lễ. 
Nhiều hậu duệ trẻ tuổi của các phiên vương Ấn Độ đã phục vụ trong Quân đội Anh, Quân đội Ấn Độ, hoặc trong các lực lượng cảnh vệ hoặc cảnh sát địa phương, thường được thăng lên các cấp bậc cao; một số thậm chí vẫn còn tại ngũ khi đã trở thành phiên vương. Nhiều người trong số đó đã được bổ nhiệm trở thành Aide-de-camp (sỹ quan phụ tá) trong quân đội Anh hoặc cho phiên vương (trong trường hợp là họ hàng với người cai trị) hoặc cho các quân chủ Anh. Nhiều người đã phục vụ trong quân ngũ Anh tại các trận chiến trong và ngoài tiểu lục địa Ấn Độ qua hai cuộc chiến tranh thế giới.
Ngoài những thành viên của các gia đình hoàng gia đã nhập ngũ và nhận về những quân hàm qua sự cống hiến của họ cho quân đội, một số lượng lớn các phiên vương đã nhận được các cấp bậc danh dự với tư cách là sĩ quan trong Lực lượng vũ trang Anh và Ấn Độ. Các cấp bậc đó được ban tặng dựa trên một số yếu tố, như: dòng dõi, vinh dự được chào mừng bằng súng, truyền thống quân đội của gia tộc... Sau Đệ Nhất Thế chiến và Đệ Nhị Thế chiến, các nhà cai trị của một số phiên quốc lớn, bao gồm: Gwalior, Patiala, Nabha, Faridkort, Bikaner, Jaipur, Jodhpur, Jammu và Kashmir và Hyderabad đã được trao các cấp bậc sĩ quan danh dự vì họ đã quyên góp một nguồn tài chính lớn cho Đế quốc Anh phục vụ các cuộc chiến.
- Trung uý - Đại uý - Trung uý không quân hoặc Trung đội trưởng - Thiếu tá - Đội trưởng phi đội: được trao cho các thành viên nhánh dưới của các hoàng tộc hoặc trao cho các phiên vương nhỏ.

- Chỉ huy trưởng - Trung tá - Trung tá không quân - Đội trưởng - Đại tá: được trao cho các phiên vương được nhận vinh dự chào mừng bằng tiếng súng, thường là 15 tiếng súng trở lên.

- Phó đề đốc - Lữ đoàn trưởng - Thiếu tướng không quân: được phong tặng cho các phiên vương nhận vinh dự chào mừng bằng 15 tiếng súng trở lên.

- Thiếu tướng - Phó nguyên soái không quân: được phong cho các phiên vương nhận vinh dự chào mừng bằng 15 tiếng súng trở lên; được ban cho những phiên vương của các phiên quốc lớn, bao gồm Baroda, Kapurthala, Travancore, Bhopal và Mysore.

- Trung tướng: được ban cho các phiên vương của các vương triều lớn và nổi bật nhất sau Chiến tranh thế giới vì những đóng góp của họ cho nỗ lực chiến tranh của Đế quốc Anh.

- Tướng quân: rất hiếm khi được ban tặng; Maharaja của Gwalior và Jammu & Kashmir được phong hàm tướng danh tự trong Quân đội Anh vào năm 1877; Maharaja của Bakaner được phong vào năm 1937 và Nizam của Nhà nước Hyderabad được phong tặng vào năm 1941.

Cũng không có gì lạ khi các thành viên của các gia đình phiên vương được bổ nhiệm vào các cơ quan thuộc địa khác nhau, thường ở xa phiên quốc của họ, hoặc gia nhập các đoàn ngoại giao.

## Chào mừng nghi lễ bằng tiếng súng
Chào mừng bằng tiếng súng trong các nghi lễ là một vinh dự được trao cho những nhà cai trị phiên quốc, do Công ty Đông Ấn Anh ban tặng. Với tư cách là nguyên thủ của phiên quốc, một số vị phiên vương quyền lực được trao vinh dự được chào mừng từ 3 đến 21 tiếng súng trong các nghi lễ, số lượng tiếng súng càng nhiều thì càng thể hiện uy tín và quyền lực của vị phiên vương đó. Chỉ khoảng 120 phiên quốc trên tiểu lục địa Ấn Độ nhận được vinh dự này. 
Khi các phiên quốc gia nhập Liên minh Ấn Độ, các phiên vương được chính phủ Ấn Độ hứa hẹn sẽ cho họ tiếp tục sở hữu các đặc quyền và một khoản thu nhập được trao trả từ nhà nước để duy trì các hoạt động của mình. Nhưng vào năm 1971, chính phủ Ấn Độ đã huỷ bỏ các đặc quyền phong kiến dành cho các phiên vương, tuy nhiên nhiều gia đình hoàng gia vẫn tiếp tục giữ được sức ảnh hưởng trong xã hội; một số hậu duệ của những phiên vương vẫn còn nổi bật trong chính trị, kính tế ở khu vực hoặc cấp quốc gia.
Trước khi Ấn Độ được trao trả độc lập, chỉ có 5 phiên vương được nhận vinh dự chào mừng bằng 21 phát súng, gồm: Nizam của Nhà nước Hyderabad, Maharaja của Vương quốc Mysore, Maharaja của  Phiên vương Jammu & Kashmir, Maharaja Gaekwad của Nhà nước Baroda và Maharaja Scindia của Nhà nước Gwalior. Trong đó các phiên quốc hưởng vinh dự 19 phát súng chào mừng gồm có: Nawab của Nhà nước Bhopal, Maharaja Holkar của Nhà nước Indore, Maharaja của Nhà nước Bharatpur, Maharana của Nhà nước Udaipur, Maharaja của Nhà nước Kolhapur, Maharaja của Nhà nước Patiala và Maharaja của Travancore. Vị phiên vương cao cấp nhất chính là Nizam của Nhà nước Hyderabad, được trao tặng kính ngữ "His Exalted Highness" (Điện hạ) và chào mừng bằng 21 phát súng. Các phiên vương cao cấp tiếp theo được chào mừng từ 9 đến 11 tiếng súng được trao tặng kính ngữ "Highness". Những phiên vương còn lại không được trao tặng kính ngữ.
Với tư cách là người thừa kế di sản của Hoàng đế Mogul, các vị Quân chủ Anh với tư cách là Hoàng đế Ấn Độ được gọi bằng kính ngữ "Majesty" (Bệ hạ) và nhận vinh dự chào mừng bằng 101 phát súng "hoàng gia" - theo truyền thống châu Âu, số lượng tiếng súng được bắn cũng là cách công bố sự ra đời của một người thừa kế (nam) và người thừa kế tiếp nhận ngai vàng.

## Không được nhận vinh dự chào mừng bằng tiếng súng
Trên thực tế chỉ có 117/500 phiên quốc được nhận vinh dự bằng tiếng súng trong các nghi lễ, không phải tất cả những phiên quốc không nhận được tiếng súng chào mừng là những phiên quốc nhỏ, điển hình như phiên quốc Surguja có diện tích và đông dân hơn Phiên quốc Karauli, nhưng Maharaja của Karauli được vinh dự chào mừng bằng 17 phát súng, trong khi đó Maharaja của Surguja thì không nhận được vinh dự này. 

## Các phiên quốc có diện tích lớn nhất
| Tên phiên quốc      | Diện tích (dặm vuông) | Dân số năm 1941 | Hiện nay thuộc về       | Tước hiệu, dân tộc, và tôn giáo của người cai trị         | Số phát súng chào mừng |
| ------------------- | --------------------- | --- | ----------------------- | --------------------------------------------------------- | ---------------------- |
| Jammu & Kashmir     | 84.471                | 4.021.616 bao gồm Gilgit, Baltistan (Skardu), Ladakh, và Punch (chủ yếu là người Hồi giáo, với dân số Ấn Độ giáo và Phật giáo khá lớn) | Jammu & Kashmir         | Maharaja, Dogra, Hindu                                    | 21                     |
| Nhà nước Hyderabad  | 82.698                | 16.338.534 (chủ yếu là người theo đạo Hindu với một số lượng lớn người theo đạo Hồi)                                                   | Telangana               | Nizam, Turkic, Sunni Muslim                               | 21                     |
| Nhà nước Jodhpur    | 36.071                | 2.125.000 (chủ yếu là người theo đạo Hindu với một số lượng lớn người theo đạo Hồi)                                                    | Rajasthan               | Maharaja, Rathore, Hindu                                  | 17                     |
| Vương quốc Mysore   | 29.458                | 7.328.896 (Chủ yếu là người theo đạo Hindu, với một số lượng lớn người theo đạo Hồi)                                                   | Karnataka               | Wodeyar (nằn trong Kannada) và Maharaja, Kannadiga, Hindu | 21                     |
| Nhà nước Gwalior    | 26.397                | 4.006.159 (chủ yếu là người theo đạo Hindu, với một số lượng lớn người theo đạo Hồi)                                                   | Madhya Pradesh          | Maharaja, Maratha, Hindu                                  | 21                     |
| Nhà nước Bikaner    | 23.317                | 936.218 (chủ yếu là người theo đạo Hindu, với thiểu số Hồi giáo)                                                                       | Rajasthan               | Maharaja, Rathore, Hindu                                  | 17                     |
| Nhà nước Bahawalpur | 17.726                | 1.341.209 (Chủ yếu là người Hồi giáo, với một lượng lớn người theo đạo Hindu, đạo Sikh)                                                | Punjab (Pakistan)       | Nawab Amir, Abbasid, Hồi giáo                             | 17                     |
| Nhà nước Jaisalmer  | 16.100                | 76.255 (Chủ yếu là người theo đạo Hindu với một thiểu số Hồi giáo khá lớn)                                                             | Rajasthan               | Maharaja, Bhati, Hindu                                    | 15                     |
| Nhà nước Jaipur     | 15.601                | 2.631.775 (Chủ yếu là người theo đạo Hindu, với một thiểu số Hồi giáo khá lớn)                                                         | Rajasthan               | Maharaja, Kachhwaha, Hindu                                | 17                     |
| Vương quốc Jeypore  | 15.000                | 473.711 (Chủ yếu là người theo đạo Hindu, với thiểu số người Hồi giáo và thiểu số theo Jain)                                           | Odisha & Andhra Pradesh | Maharaja, Suryavanshi, Hindu                              | -                      |
| Nhà nước Bastar     | 13.062                | 306.501 (Chủ yếu là người theo đạo Hindu, với thiểu số Hồi giáo)                                                                       | Chhattisgarh            | Maharaja, Kakatiya - Bhanj, Hindu                         | -                      |

## Học thuyết vô hiệu
Một khía cạnh điển hình gây tranh cãi trong quá trình Công ty Đông Ấn Anh cai trị Ấn Độ nằm ở Học thuyết vô hiệu (doctrine of lapse), đây là một chính sách mà theo đó những phiên vương qua đời (hoặc không thích hợp để cai trị) mà không có người thừa kế cùng huyết thống là nam giới thì lãnh thổ của họ sẽ bị Công ty Đông Ấn kiểm soát trực tiếp và họ không công nhận tính hợp pháp của một người con trai nuôi trở thành phiên vương tiếp theo. Chính sách này đã đi ngược lại với truyền thống của Ấn Độ, dù đang thực hiện đúng truyền thống châu Âu. Theo truyền thống Ấn Độ, người cai trị được phép chỉ định người thừa kế của mình. 
Học thuyết vô hiệu được Toàn quyền Ấn Độ James Ramsay, Bá tước thứ 10 (sau này là Hầu tước thứ nhất) của Dalhousie, theo đuổi mạnh mẽ nhất. Ông ta đã cho sáp nhập 7 phiên quốc, bao gồm Awadh (Oudh), nhà cai trị này bị ông buộc tội là có những hành vi sai trái, và các phiên quốc của người Marathi gồm Nagpur, Jhansi, Satara, Sambalpur và Thanjavur. Chính sách thôn tính cùng với việc Công ty Đông Ấn Anh cho bán đấu giá những đồ vật gia truyền của các Maharaja của Nagpur tại Calcutta đã làm cho nhiều người trong giới quý tộc Ấn Độ phẫn nộ. Hành động của Toàn quyền James Ramsay đã góp phần làm gia tăng sự bất bình trong giới thượng lưu, thổi bùng cuộc Khởi nghĩa Ấn Độ 1857. Cuối cùng Học thuyết vô hiệu đã bị khai tử cùng với quyền cai trị của Công ty Đông Ấn Anh tại Ấn Độ được chuyển giao lại cho Vương quốc Anh.

## Điều hành chính phủ

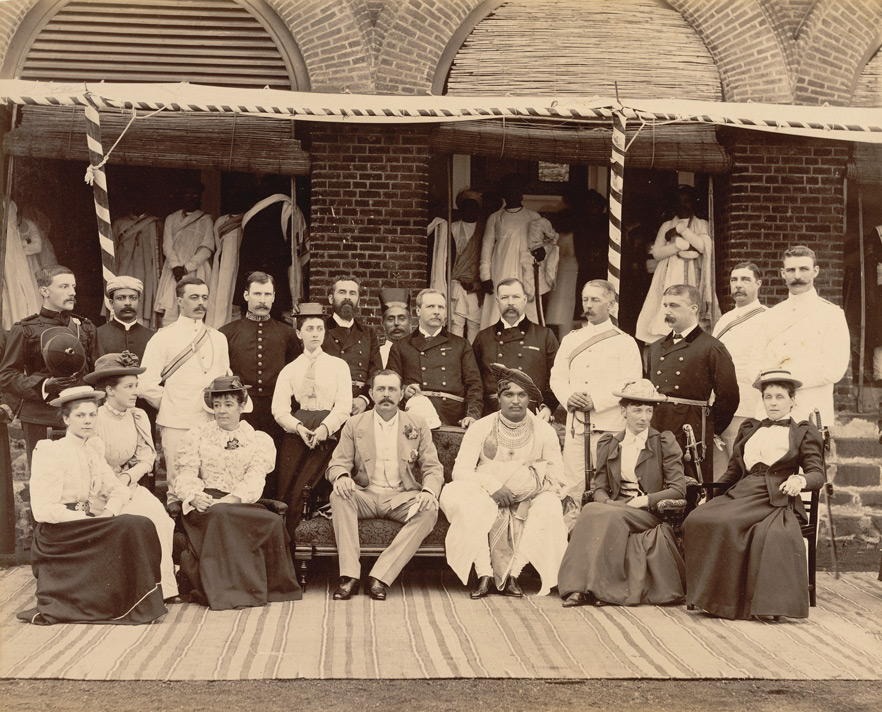
Bức ảnh (năm 1894) Shahaji II Bhonsle Maharajah của Kolhapur đến thăm Thường trú Anh và nhân viên của ông ta tại trụ sở

Theo hiệp ước, người Anh kiểm soát tuyệt đối các vấn đề liên quan đến đối ngoại của các phiên quốc. vì các phiên quốc không phải là tài sản của Anh, nên các phiên vương được quyền kiểm soát các vấn đề nội bộ của mình, tuỳ thuộc vào sự ảnh hưởng của người Anh mà quyền tự trị ở các phiên quốc có sự khác nhau. 
Vào đầu thế kỷ XX, 4 phiên quốc lớn nhất ở tiểu lục địa Ấn Độ, gồm có Nhà nước Hyderabad, Vương quốc Mysore, Phiên quốc Jammu & Kashmir và Nhà nước Baroda được nằm trực tiếp dưới sự kiểm soát của Toàn quyền Ấn Độ. Hai cơ quan Rajputana và Trung Ấn lần lượt giám sát 20 và 148 phiên quốc. Các phiên quốc còn lại được giám sát bởi các quan chức cấp tỉnh. Trong đó có 5 phiên quốc thuộc quyền của Madras, 354 phiên quốc thuộc Bombay, 26 thuộc Bengal, 2 thuộc Assam, 34 thuộc Punjab, 15 thuộc Các tỉnh Trung và Berar và 2 thuộc Các tỉnh Thống nhất.

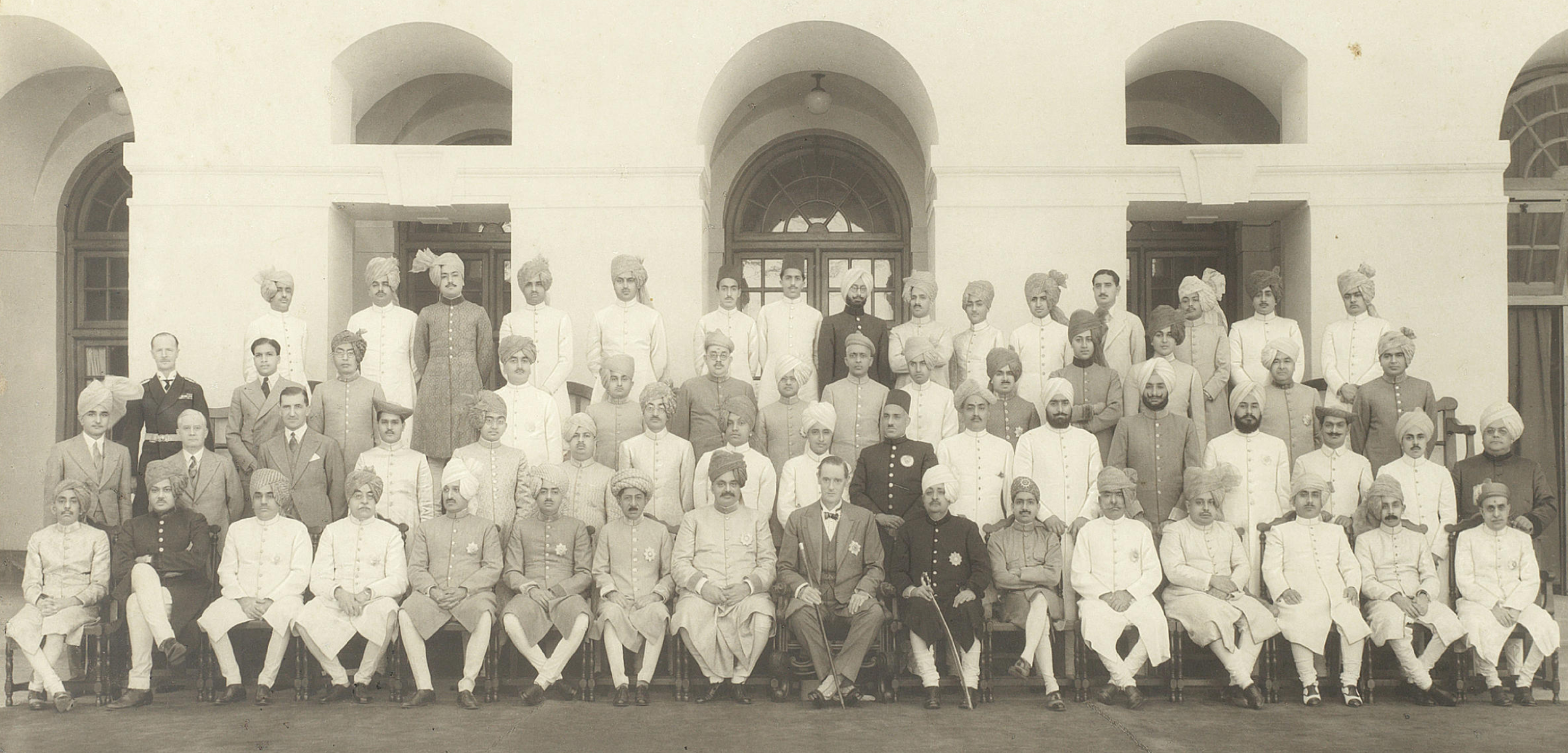
Văn phòng các Phiên vương nhóm họp vào tháng 3/1941

Văn phòng các Phiên vương (Narender Mandal hoặc Narendra Mandal) là một tổ chức được lập ra vào năm 1920, bởi Tuyên bố Hoàng gia với mục đích cung cấp một diễn đàn, trong đó các nhà cai trị của phiên quốc có thể nói lên nhu cầu và nguyện vọng của mình với chính phủ Anh. Cơ quan này tồn tại cho đến khi Raj thuộc Anh bị giải thể vào năm 1947. 

## Phân chia Ấn Độ và Pakistan
Thời kì Ấn Độ thuộc Anh vào thời điểm nhiều nhất tồn tại 554 phiên vương quốc lớn nhỏ không giống nhau và phân liệt cát cứ, tất cả phiên vương quốc cộng lại đạt đến 500.000 dặm Anh vuông, chiếm 45,3% diện tích Ấn Độ thuộc Anh, dân số 86 triệu người, chiếm 1/3 tổng dân số Ấn Độ lúc đó. Căn cứ quy định của "Luật Chính phủ Ấn Độ năm 1935" (trước khi bắt đầu Hiến pháp Ấn Độ vào thời kì Chia và trị Ấn Độ - Pakistan), Ấn Độ thuộc Anh và phiên vương quốc Ấn Độ đã hợp thành một loại quan hệ liên bang rời rạc lỏng lẻo. Các tỉnh của Ấn Độ thuộc Anh cần thiết tham gia liên bang ; mỗi phiên vương quốc chính là tự nguyện gia nhập, không gia nhập cũng không được phép. Phiên vương quốc dù cho gia nhập liên bang, cũng có hưởng địa vị không giống nhau với Ấn Độ thuộc Anh ; các phiên vương quốc có hưởng chủ quyền, có chính phủ của chính mình, chỉ là các sự vụ ngoại giao và quốc phòng bị chính phủ Anh Quốc khống chế, ở vào vị thế bán độc lập ; các tỉnh của Ấn Độ thuộc Anh thì không có hưởng chủ quyền, thông qua Toàn quyền Anh Quốc tại Ấn Độ bị chính phủ Anh Quốc trực tiếp thống trị, là thuộc địa hoàn toàn. Đại biểu của mỗi phiên vương quốc ở trong Hội đồng Lập pháp do chính phủ của nó chỉ định bổ nhiệm, các tỉnh Ấn Độ thuộc Anh thì do bầu cử mà sản sinh nên. Do đó, xét từ góc độ pháp luật, mỗi phiên vương quốc Ấn Độ và Ấn Độ thuộc Anh cùng là đơn vị hành chính có hưởng chủ quyền tự làm thành hệ thống bên trong đế quốc Ấn Độ thuộc Anh, là thành viên bình đẳng địa vị.
Căn cứ vào phương án Mountbatten, sau khi Ấn Độ và Pakistan độc lập, vương tước và công tước của phiên vương quốc có quyền quyết định gia nhập Ấn Độ hoặc Pakistan, quân chủ mất đi quyền thống trị, một phần quân chủ được bảo lưu tước hiệu thế tập. Một ít phiên vương quốc có địa vực khá rộng và dân số khá nhiều như Hyderabad, Mysore, Indore, Jammu và Kashmir, Travancore, Junagadh, v.v vương công của mỗi phiên vương quốc đem "phiên vương quốc" đặt ở "vị trí không may mắn" biểu thị thất vọng với phương án Mountbatten, họ hi vọng duy trì địa vị độc lập của chính mình, một lần nữa thỉnh cầu chính phủ Anh Quốc cho phép họ lấy tư cách lãnh thổ tự trị để mà ở lại bên trong Thịnh vượng chung Anh. Phiên vương quốc Hyderabad đưa ra công bố, sau khi Anh Quốc đánh mất quyền thống trị tối cao đối với phiên vương quốc, Hyderabad có quyền duy trì địa vị chủ quyền độc lập của nó. Phiên vương quốc Travancore tuyên bố khi Anh Quốc chuyển giao quyền lực hướng về Ấn Độ thuộc Anh, nó sẽ làm thành một nước chủ quyền độc lập, mặc dù nó biểu thị nguyện vọng hợp tác với các khu vực khác của Ấn Độ trên cơ sở bình đẳng. Lãnh tụ Đảng Quốc đại vô cùng dị ứng đối với vấn đề phiên vương quốc, đảng đó làm ra phản ứng mãnh liệt đối với việc đó. Trong kì họp Uỷ ban Toàn quốc Đảng Quốc đại, Jawaharlal Nehru nêu ra, nếu phiên vương quốc không gia nhập Liên bang Ấn Độ, quan hệ của nó với liên bang —— sẽ ắt phải có một số mối quan hệ —— sẽ không có khả năng là quan hệ bình đẳng ; chúng tôi yêu cầu quyền tôn chủ hoặc quyền thống trị tối cao. Ông ấy tuyên bố sự độc lập của phiên vương quốc trong vùng lãnh thổ Ấn Độ sẽ là một thứ nguy hiểm đối với đất nước, không cho phép phiên vương quốc có liên lạc tuỳ ý với bất kì nước ngoài hoặc bất kì chính phủ độc lập nào ở phương diện có liên quan đến phòng ngự an ninh đất nước, "chúng tôi sẽ không thừa nhận phiên vương quốc có bất kì hình thức độc lập nào ở Ấn Độ", "bất kì chính quyền nước ngoài nào thừa nhận thứ độc lập này sẽ bị coi là hành vi không hữu nghị". Tuyên bố việc chọn lựa duy nhất của phiên vương quốc là gia nhập Liên bang Ấn Độ với tư cách phiên vương quốc độc hoặc hợp thành bè bạn cùng bình đẳng trong đoàn thể và tỉnh bang. Gandhi tuyên bố, phiên vương quốc Ấn Độ tuyên bố độc lập chính là "tuyên chiến hàng triệu người Ấn Độ cùng hướng về tự do". Uỷ ban Toàn quốc Đảng Quốc đại lập tức thông qua nghị quyết, dứt khoát từ chối thừa nhận bất kì phiên vương quốc nào có quyền tuyên bố tự mình độc lập hoặc li khai với các khu vực khác trong nước.
Lãnh tụ Hồi giáo Muhammad Ali Jinnah phản đối chủ trương của Jawaharlal Nehru, ông ấy đưa ra tuyên bố vào ngày 17 tháng 6 năm 1947 : "Sau khi quyền thống trị tối cao Anh Quốc chấm dứt, từ phương diện hiến pháp và pháp luật mà nhìn, phiên vương quốc Ấn Độ sẽ là nước chủ quyền độc lập, họ sẽ có tự do đưa ra chọn lựa mà bản thân ưa thích". "Phiên vương quốc có thể gia nhập một cách tự do Hội nghị sửa đổi hiến pháp Ấn Độ hoặc Hội nghị sửa đổi hiến pháp Pakistan, hoặc quyết định giữ gìn bảo vệ độc lập. Trong tình hình cuối cùng, họ có thể chọn lựa họ giao kết quan hệ như thế nào với Hindustan hoặc Pakistan". Jinnah không tán thành quan điểm phiên vương quốc chỉ có khả năng chọn lựa gia nhập Hindustan hoặc Pakistan, lại biểu thị Pakistan hoan nghênh phiên vương quốc giữ gìn độc lập thiết lập bất kì hình thức quan hệ chính trị, thương mại hoặc kinh tế với Pakistan. "Tôi thấy rằng, nếu họ mong mỏi thì họ sẽ có tự do để giữ gìn bảo vệ độc lập. Chính phủ Anh Quốc hoặc Nghị viện Anh Quốc hoặc bất kì chính quyền hoặc đoàn thể nào khác đều không thể áp bức họ làm những việc trái với ý chí và nguyện vọng tự do của họ, họ cũng không có quyền lực làm ra quyết định này". Lập trường của Jinnah đương nhiên là xuất phát từ lợi ích thiết thân của Pakistan, một là, có thể đếm trên đầu ngón tay phiên vương quốc Hồi giáo sẽ gia nhập Pakistan, họ gia nhập Pakistan hay không, ảnh hưởng không lớn đối với việc tăng cường hoặc suy yếu của thế lực Pakistan ; hai là, nếu phiên vương quốc lớn độc lập, thì sẽ giảm thế lực của Ấn Độ, và lại làm thành nhân tố bó buộc Ấn Độ, cực kì có lợi cho Pakistan.
Dưới nỗ lực của Bá tước Mountbatten đời thứ nhất xứ Miến Điện Louis Mountbatten cùng với Bộ trưởng phiên vương quốc Ấn Độ Sardar Vallabhbhai Patel và V. K. Krishna Menon, đại đa số phiên vương quốc đều đã kí kết "Hiệp định gia nhập" với lãnh thổ tự trị Ấn Độ, đem ba thứ quyền lực của quốc phòng, ngoại giao và giao thông xuất nhượng cho chính phủ liên bang Ấn Độ, tất cả sự vụ còn lại vẫn do chính phủ phiên vương quốc nắm giữ và quản lí, trung ương không can thiệp. Chỉ có Hyderabad, Kashmir, Junagadh, Jodhpur, Bhopal, Indore và 5 phiên vương quốc khác còn do dự không dứt khoát. Travancore, Jodhpur, Bhopal và Indore bị ép bức dưới áp lực lớn mạnh của Ấn Độ, đã gia nhập liên bang Ấn Độ trước ngày 15 tháng 8. Vương công của phiên vương quốc Hyderabad Mir Osman Ali Khan trù tính nương tựa vào sự giàu có mà bản thân có được khiến cho Hyderabad trở thành nước độc lập hoặc gia nhập Pakistan cùng tôn giáo cùng họ hàng. Ngày 13 tháng 9 năm 1948, Jawaharlal Nehru quyết định chọn lấy hành động quân sự, ngày 18 tháng 9, quân đội chính phủ Ấn Độ tiến vào chiếm giữ Secunderabad, Hyderabad chính thức đầu hàng trước Ấn Độ, thu nhận vào liên bang dưới sự cai quản của trung ương. Chính phủ trung ương Ấn Độ chi tiền hằng năm ban cho quân chủ phiên vương quốc để đổi lấy phiên vương quốc hợp nhất vào liên bang Ấn Độ. Năm 1971, Ấn Độ thông qua tu chính án hiến pháp, xoá bỏ tiền hằng năm của quân chủ phiên vương quốc, tước hiệu của họ cũng bị bãi bỏ (chính phủ tuyên bố dựa vào lí do công dân bình đẳng), nhiều tài sản của vương công bị tịch thu nộp làm của công. Đến lúc này, cái gọi là thời đại của vương công quý tộc đã chấm dứt ngay tức khắc ở Ấn Độ.
Phiên vương quốc mong muốn gia nhập Lãnh thổ tự trị Pakistan chỉ có Bahawalpur, Chitral, Dir, Swat và Khairpur ở khu vực Balochistan. Chính phủ Lãnh thổ tự trị Pakistan lần lượt đã kí kết điều ước với họ ở Pakistan, đến năm 1972 phiên vương quốc bị xoá bỏ hoàn toàn.
Kashmir tên gọi đầy đủ Jammu và Kashmir, ở vào chân núi phía nam mạch núi Himalaya - điểm cực bắc của á lục địa Nam Á, diện tích là hơn 190.000 kilômét vuông, dân số chừng 5 triệu người. Năm 1946, thực dân Anh đã chiếm lĩnh Kashmir đem một khu vực này bán cho vương công phiên vương quốc Jammu tin thờ Ấn Độ giáo, sau khi hai khu vực Jammu và Kashmir gộp lại làm một, dân số theo Hồi giáo chiếm 77% cả phiên vương quốc, tín đồ Ấn Độ giáo chiếm 20%, còn lại là tín đồ Sikh giáo và Phật giáo, do đó đã hình thành cục diện dân số theo Hồi giáo nhiều hơn, nhưng mà Hari Singh - vương công phiên vương quốc Jammu và Kashmir, là tín đồ Ấn Độ giáo. Tương phản quá đúng với Hyderabad, bởi vì Pakistan thất bại ở trong tranh chấp hai phiên vương quốc Hyderabad và Junagadh, do đó không thể dung thứ Ấn Độ tiếp tục đắc thế ở phiên vương quốc Kashmir một tranh chấp khác, cho dù đã chọn lấy lập trường cứng rắn chống lại mũi nhọn, lấy đa số cư dân phiên vương quốc là Hồi giáo làm cớ, chủ trương thông qua trưng cầu dân ý để quyết định nó thuộc về phía nào. Tuy nhiên vương công phiên vương quốc vào ngày 26 tháng 10 năm 1947 tuyên bố gia nhập Ấn Độ và yêu cầu quân đội phía Ấn Độ tiến vào. Nehru lúc đó cũng vứt bỏ không ngó ngáng tới nguyên tắc tự trị dân tộc, ngày 27 tháng 10, Ấn Độ đem quân đội chuyên chở đến Srinagar - thủ phủ phiên vương quốc bằng máy bay, do đó đã kích động nảy sinh Chiến tranh Ấn Độ - Pakistan lần thứ nhất. Ngày 20 tháng 1 năm 1948, Hội đồng Bảo an Liên hợp quốc thành lập Uỷ ban Ấn Độ - Pakistan, và lại thông qua nghị quyết giải quyết vấn đề Kashmir theo từng giai đoạn về dừng bắn, phi quân sự hoá và lấy trưng cầu dân ý để quyết định phiên vương quốc thuộc về phía nào. Hai phía Ấn Độ và Pakistan cùng chấp nhận về điều đó, vào ngày 1 tháng 1 năm 1949 đã thực hiện dừng bắn. Vào ngày 27 tháng 7 cùng năm, hai nước kí kết "Hiệp định Karachi", hoạch định đường dừng bắn, Ấn Độ đã kiểm soát 3/5 ruộng đất và 3/4 dân số của phiên vương quốc Kashmir, Pakistan đã kiểm soát 2/5 ruộng đất và 1/4 dân số, Kashmir từ đó bị chia cắt thành khu vực do Ấn Độ kiểm soát và khu vực do Pakistan kiểm soát.